# ألبرت هانسن
ألبرت هانسن (بالإنجليزية: Albert Hansen)‏ هو لاعب كرة قدم أمريكية وسياسي أمريكي، ولد في 13 ديسمبر 1871 في الولايات المتحدة، وتوفي في 1943. انتخب عضو مجلس نواب ولاية ايوا.